# 大学図書館研究会
大学図書館研究会（だいがくとしょかんけんきゅうかい）は、大学図書館の職員を中心とした、大学図書館についての研究団体である。1970年に発足した大学図書館問題研究会が、2021年に改称した。
英語名称はThe Japan Academic Librarians' Association。略称は大図研、DTK。

## 沿革
- 1969年 - 前身となる「大学図書館の問題を語る会」設立[3]
- 1970年 - 設立
- 1981年 - 常任委員会が関東から関西に移転[4]
- 1990年 - 常任委員会が関西から関東に移転[4]
- 2021年 - 名称を大学図書館研究会に変更[2]

## 支部
支部単位での活動を基本としており、2013年2月現在、以下の都道府県に支部が存在する。
北海道、群馬、埼玉、千葉、東京、神奈川、石川、愛知、京都、大阪、兵庫、広島、福岡

## 出版物
- 『大学の図書館』 - 機関誌。月刊。
- 『大学図書館問題研究会誌』 - 24号（2002年8月）までは『大図研論文集』
- 『大図研シリーズ』

他に、いくつかの支部が支部報を、紙媒体あるいはWeb上で発行している。
なお、『大学図書館研究』は国公私立大学図書館協力委員会が発行する雑誌であり、大学図書館問題研究会とは関係がない。

## 全国大会
毎年、8月頃に年次大会を開催している。開催場所はその年の担当支部によって毎年異なる。